# (15669) Pshenichner
(15669) Pshenichner es un asteroide perteneciente al cinturón de asteroides, descubierto el 19 de septiembre de 1974 por la astrónoma soviética Liudmila Chernyj desde el Observatorio Astrofísico de Crimea.

## Designación y nombre
Designado provisionalmente como 1974 ST1. Fue nombrado Pshenichner en honor al profesor sobre el cosmos Borís Grigórievich Pshenichner, quien ejerció durante 50 años.